# 帕德姆湖
62°29′36″N 35°10′8″E / 62.49333°N 35.16889°E
帕德姆湖（俄语：Падмозеро），是俄羅斯的湖泊，位於該國西北部，由卡累利阿共和國負責管轄，長10公里、寬1.8公里，面積10平方公里，海拔高度42米，湖岸線長度22.8公里，集水區面積87.5平方公里，平均水深4.5米，最大水深12.5米。